# هيو تمبلتون
هيو تمبلتون هو دبلوماسي وسياسي نيوزيلندي، ولد في 24 مارس 1929. انتخب عضو مجلس النواب النيوزيلندي ‏.